# ピーター・グールド (地理学者)
ピーター・グールド（Peter Gould、1932年 - 2000年）は、ペンシルベニア州立大学のエヴァン・パー名誉教授であったアメリカ合衆国の地理学者。ペンシルベニア州立大学在任中のグールドは、数多くの賞を受賞し、その中には、ヴォートラン・ルッド国際地理学賞、スウェーデン人類学・地理学会のアンデルス・レツィウス金メダル、ストラスブール第一大学（ルイ・パスツール大学）から贈られた名誉理学博士号などが含まれていた。グールドは、地理学における計量革命に大きな貢献を残したひとりであった

## 経歴
1932年、現在はロンドン南部クロイドン区の一部となっている、当時のサリー州クールズドンに生まれたピーター・グールドは、幼い頃から地理学者になることを志していた。1956年にコルゲート大学で学士（BA サマ・カム・ロード、ファイ・ベータ・カッパ）を得て卒業した。修士課程と博士課程はノースウェスタン大学で修め、MAとPhDを得た。

## 遺されたもの
グールドは、空間分析やメンタルマップに関する業績で知られている。ペンシルベニア州立大学の地理学部門に設けられた地理教育とアウトリーチのためのピーター・R・グールド・センター (The Peter R. Gould Center for Geography Education and Outreach) の名称は、彼にちなんで名付けられたものである。コルゲート大学の地理学部門は、毎年、ピーター・グールド地理学賞 (Peter Gould Award in Geography) を授与している。